# Locomotori STEL serie 106-109
I locomotori serie 106 ÷ 109 erano una serie di vetture tranviarie che la STEL pose in servizio nel 1931, per l'esercizio delle tranvie dell'Adda.

## Storia
I locomotori "tipo OM" furono costruiti in 4 esemplari nel 1931 in occasione del completamento dell'elettrificazione delle linee Gorgonzola-Vaprio e Villa Fornaci-Cassano; poiché tali linee erano elettrificate a 1200 V cc, mentre il resto della rete interurbana milanese aveva una tensione di 600 V, le vetture ricevettero equipaggiamenti elettrici bitensione, ultime motrici STEL ad averli.
Nel 1939 i locomotori entrarono nel parco ATM, mantenendo la stessa numerazione. Secondo una statistica del 1948 risultavano tutti in servizio.
In periodo postbellico, i locomotori vennero rimodernati: la modifica più consistente fu quella di sostituire le originarie porte a battente con le più comode e rapide porte a comando pneumatico (modifica di cui non godé il 108).
Cessato nel 1951 il servizio merci sulle linee dell'Adda, le motrici furono assegnate esclusivamente al servizio viaggiatori. Nel 1966, con la chiusura della Milano-Monza, il locomotore 107 fu radiato e demolito in seguito nel deposito Monza Borgazzi, mentre nel gennaio 1973 le motrici 106 e 109 furono trasferite dalla Milano-Vimercate alle linee della Brianza, ovvero alla Milano-Limbiate e alla Milano-Carate. Assegnati al deposito di Desio, furono destinati al traino dei treni più pesanti nelle ore di punta; in questi mesi, il 109 venne privato del pantografo per la captazione a 1200 volt, mentre sul 106 ci si limitò a renderlo inservibile. Il 108, inoltre, a fine 1974 passò dal deposito di Vimercate a quello di Gorgonzola, per essere poi demolito nel 1978.
Tra il 1982 e il 1983 il locomotore 109 venne revisionato e riverniciato, operazione alquanto inutile, poiché nello stesso 1983 i due locomotori superstiti (106 e 109) vennero radiati, e dopo un accantonamento presso il deposito di Desio furono demoliti a fine anni '80.

## Caratteristiche
Nonostante la definizione ufficiale di "locomotori", gli OM erano in realtà vetture tranviarie per il trasporto di passeggeri (con 26 posti a sedere) con un ampio bagagliaio centrale, utilizzato per il trasporto delle merci, che all'epoca della costruzione non era ancora scomparso. Nel bagagliaio era anche posta la cabina di alta tensione.
Le vetture erano equipaggiate con 4 motori TIBB GDTM 133 da 105 HP ciascuno, e montavano carrelli Brill identici alle "Reggio Emilia". Sul tetto vi erano due trolley per l'alimentazione a 600 V, e un pantografo per quella a 1200 V.
Cassa (metallica) e parte elettrica riprendevano quelle dei locomotori "Costamasnaga" del 1927-1928.

## Livree
I locomotori entrarono in servizio nella livrea bianco gesso tipica dei mezzi STEL. Con il passaggio all'ATM, le vetture assunsero una colorazione a due toni di verde, simile a quella dei tram urbani, ma con un caratteristico disegno frontale "a scudo".